# Low G Man: The Low Gravity Man
Low G Man is een videospel voor het platform Nintendo Entertainment System. Het spel werd uitgebracht in 1990.

## Ontvangst
| Jaar             | Beoordeeld door | Score |
| ---------------- | --------------- | ----- |
| Mean Machines    | 1991            | 84%   |
| VideoGame        | 1991            | 80%   |
| HonestGamers     | 2009            | 80    |
| Joystick (Frans) | 1991            | 69%   |